# Raczyn (obwód rówieński)
Raczyn (ukr. Рачин) – wieś na Ukrainie, w obwodzie rówieńskim, w rejonie dubieńskim, w hromadzie Dubno. W 2001 liczyła 1803 mieszkańców, spośród których 1799 wskazało jako ojczysty język ukraiński, 3 rosyjski, a 1 białoruski.
W okresie międzywojennym wieś znajdowała się w granicach II RP, wchodząc w skład gminy Dubno w powiecie dubieńskim, w województwie wołyńskim.